# 房玄齢

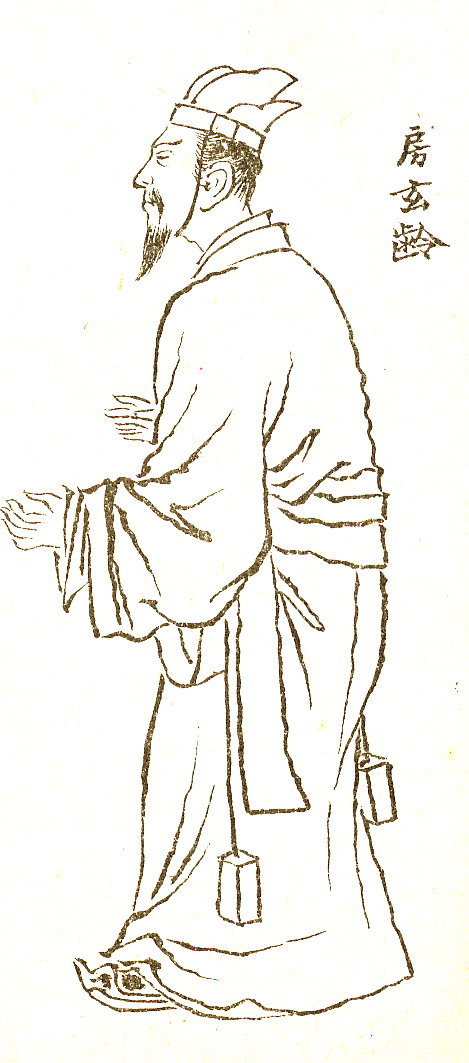
房玄齢・『前賢故実』より（菊池容斎・作）

房 玄齢（ぼう げんれい、宣政元年（578年） - 貞観22年7月24日（648年8月18日））は、中国の唐の政治家・歴史家。名は喬。玄齢は字であり、字をもって通称される。斉州臨済県の人。本貫は東清河郡繹幕県。杜如晦と共に太宗李世民の謀臣として玄武門の変において李世民の権力奪取を助け、貞観の治の立役者の一人とされる。正史編纂にも関わり、『北斉書』などを総監した。

## 生涯
父の房彦謙（房豹の兄の房熊の子）は隋に仕えて司隷刺史になった人で、『隋書』に列伝があり、歴城県に碑が建てられている。
開皇15年（595年）に科挙に及第。当時吏部侍郎の職にあった高構に「多くの人を見てきたが、彼ほど立派な人物は見たことがない。必ず大成するだろう」と評価された。隋末の混乱時に唐に投じて、武徳4年（621年）に李世民の元の秦王府十八学士（当時の秦王である李世民の下の学士たち）の筆頭とされた。
高祖李淵が統一を果たして以後、優秀な人材の確保に努め、貞観の治のもう一人の立役者である杜如晦を見出し、李世民に推挙もおこなっている。建国間もない唐で皇太子の李建成と李世民の間で継承争いが起きると、房玄齢と杜如晦はその謀略の才を李建成側に恐れられ、讒言を受けて秦王府への立ち入りを禁じられた。李世民も李建成に悟られないように策謀を進め、直前に二人に連絡を取り、玄武門の変を成功させて李建成を殺して即位した。
貞観4年（630年）、尚書左僕射（筆頭宰相）・監修国史とされ、『北斉書』・『梁書』・『陳書』・『隋書』・『周書』の編纂を総監し、貞観10年（636年）に完成させた。また褚遂良らと共に『晋書』を撰した。
晩年は病気がちになり、太子太傅とされ、貞観22年（648年）に死去した。死後、太尉・并州都督を追贈され、遺体も昭陵に陪葬された。

## 年表
- 開皇15年（595年） - 科挙に及第。初の職は隰城県尉。
- 武徳4年（621年） - 秦王李世民の幕士。
- 貞観元年（627年） - 中書令。
- 貞観3年（629年） - 尚書左僕射・梁国公。
- 貞観13年（639年） - 太子太師。
- 貞観14年（642年） - 司空[3]。

## 子女
子に房遺直・房遺愛・房遺則がいた。
房遺直は汴州刺史となった。
房遺愛は太宗の娘の高陽公主を娶り、荊王李元景の擁立を謀って失敗し、処刑された。
房遺則は荊王李元景の娘を娶った。

## 評価
房玄齢は杜如晦・魏徴らと共に唐代でも最高の政治家の一人として名高い。貞観の治を記録したとされる『貞観政要』にも太宗の諮問に答える人間として数多く登場する。
中でも太宗が「創業と守文、どちらが難しいか？」（王朝を作るのと、それを守るのとどちらが難しいか）と問われたときの問答が有名である。房玄齢はこれに対して、「天下乱れ群雄競い起こる。攻め破りて降し、戦い勝ちて乃ち尅つ。此れに由りて言えば、草創を難しとなす」と答え、魏徴は守文が難しいと答えた逸話が有名である。

## 伝記資料
- 『旧唐書』巻66 列伝第16「房玄齢伝」 中国語版ウィキソースに本記事に関連した原文があります：舊唐書/卷66
- 『新唐書』巻96 列伝第21「房玄齢伝」 中国語版ウィキソースに本記事に関連した原文があります：新唐書/卷096